# Beloiàrovka
Beloiàrovka (en rus: Белояровка) és un poble de l'óblast de Tomsk, a Rússia, que el 2015 tenia 190 habitants.